# Aral (bedrijf)
Aral AG is een van oorsprong Duitse olie- en tankstationfirma en sinds 2002 onderdeel van BP. Aral heeft in Duitsland circa 2700 tankstations. Aral was tot begin jaren 90 nog gevestigd in Nederland, daarna werden de stations in Nederland geruild met die van Mobil in Duitsland. De Nederlandse Mobilstations werden later BP. Ook op de Belgische markt was Aral actief tot in 1999, de 200 stations werden overgenomen door Q8.
De naam is afgeleid van  Aromaten und  Aliphaten.
Agip (Eni) · Aral · Argos Oil · AVIA · BP · Esso · Gulf Oil · IQ-Diskont · JET · LUKoil · MOL · OCTA+ · OK Nederland · OMV · Orlen · Q8 · Repsol · Shell · Statoil · Tamoil · Texaco · Total

Onbemande tankstations in België en Nederland: AVIA Xpress · amiGo · DATS 24 · Esso Express · Firezone · OK Express · Q8 Easy · Shell Express · Tamoil Express · Tango · Tinq · Total Express